# 게카토곰피우스
게카토곰피우스(학명:Gecatogomphius kavejevi)는 도마뱀목 까마귀도마뱀과에 속하는 도마뱀이다. 지금은 멸종된 종으로서 전체적인 몸길이가 2~4m인 거대한 도마뱀에 속한다.

## 특징
게카토곰피우스는 멸종된 페름기 중기 캡토리니드속이며 키로프주와 러시아 타타르스탄 공화국에서 알려진 여러 개의 이빨을 가지고 있다. 게카토곰피우스는 키로프 주 고르키 마을 근처의 비야트카 강둑에서 발견된 거의 완전한 하악골인 완모형 PIN 1156/1과 타타르스탄의 베레조비야 폴얀키의 단일 상악골 판인 PIN 4310/1에서 알려져 있다.턱뼈 조각의 보존된 부분은 길이가 80밀리미터이고 그 뒤로 확장되어 5줄의 구근을 가진 매우 넓은 선반을 형성하고 있다. 게카토곰피우스는 최상위 페름기(업퍼 쿤구리안)와 중 페름기(로아디안) 시대의 동유럽 플랫폼의 퇴적물에 특징적인 생물층 서체 조립체의 일부이다. 게카토곰피우스는 B. P. 브주스코프와 피오틀 K에 의해서 처음으로 명명되었다. 1957년에 추디노프, 모식종은 게가토곰피우스 카베예비이다. 총칭은 그리스어로 "100"을 뜻하는 헤카토와 그리스어로 "peg", "못" 또는 "wedge"를 뜻하는 곰포스에서 유래한 것으로 턱에 많은 이빨을 가리키는 말이다. 종명은 모식표본의 발견자인 소련의 지질학자 마지트 S. 카베예프를 기리기 위해 붙여졌다. 먹이로는 당대에 서식했던 곤충, 절지동물, 무척추동물을 주로 잡아먹고 살았을 육식성의 도마뱀으로 추정되는 종이다.

## 생존시기와 서식지와 화석의 발견
게카토곰피우스가 생존했었던 시기는 고생대의 페름기로서 지금으로부터 2억 9000만년전~2억 4500만년전에 생존했었던 종이다. 생존했었던 시기에는 유럽과 아시아를 중심으로 하여 당시에 존재했었던 초원, 산림에서 주로 서식했었던 도마뱀이다. 화석의 발견은 1957년에 러시아의 페름기에 형성된 지층에서 러시아의 고생물학자들에 의하여 처음으로 화석이 발견되어 새롭게 명명된 종이다.